# PBT
A REACH rendelet XIII. melléklete határozza meg a perzisztens, bioakkumulatív és mérgező (PBT) anyagok azonosításának kritériumait, az I. melléklet pedig általános rendelkezéseket határoz meg a PBT-értékelés tekintetében.
A PBT-anyagok különös aggodalomra okot adó anyagok (SVHC), és felvehetők a XIV. mellékletbe, és ezáltal engedélyezésre kötelezhetők. 